# Xistra gogorzae
Xistra gogorzae är en insektsart som beskrevs av Bolívar, I. 1887. Xistra gogorzae ingår i släktet Xistra och familjen torngräshoppor. Inga underarter finns listade i Catalogue of Life.